# Blepharoneuron tricholepis
Blepharoneuron tricholepis là một loài thực vật có hoa trong họ Hòa thảo. Loài này được (Torr.) Nash mô tả khoa học đầu tiên năm 1898.